# Ministério da Cooperação
O Ministério da Cooperação foi um departamento do VI Governo Provisório de Portugal, que existiu apenas entre 26 de setembro de 1975 e 23 de julho de 1976. O único ministro a titular a pasta foi Vítor Manuel Trigueiros Crespo.
O Ministério era responsável pelo processo de descolonização, incluindo o alojamento e transporte dos retornados a Portugal, e pelos assuntos ligados ao retorno dos emigrantes.